# Myrcia riodocensis
Myrcia riodocensis är en myrtenväxtart som beskrevs av Graziela Maciel Barroso och Ariane Luna Peixoto. Myrcia riodocensis ingår i släktet Myrcia och familjen myrtenväxter. Inga underarter finns listade i Catalogue of Life.